# Eugnathogobius siamensis
Eugnathogobius siamensis és una espècie de peix de la família dels gòbids i de l'ordre dels perciformes.

## Morfologia
- Els mascles poden assolir 4 cm de longitud total.[3][4]

## Alimentació
Menja insectes i d'altres invertebrats.

## Hàbitat
És un peix d'aigua dolça, de clima tropical i demersal.

## Distribució geogràfica
Es troba a Àsia: Singapur, Tailàndia, Malàisia, Brunei, Indonèsia i Myanmar.

## Observacions
És inofensiu per als humans.